# 安砂镇
安砂镇是中国福建省三明市永安市下辖的一个镇。

## 行政区划
安砂镇共辖1个居委会、19个行政村，分别是：
安砂社区、安砂村、新建村、曹田村、热水村、水南村、水碓村、青村、江坊村、茶仔林村、苔茹村、凉坑村、小火村、小江坊村、石碧村、培竹村、江后村、坑口村、罗峰村和玲珑村。

## 特产
安砂淮山：中国地理标志产品。